# 紀元前280年代
紀元前280年代（きげんぜんにひゃくはちじゅうねんだい）は、西暦による紀元前289年から紀元前280年までの10年間を指す十年紀。

## できごと

### 紀元前287年
- ローマでホルテンシウス法が制定される。

### 紀元前286年
- 斉、宋を滅ぼす。

### 紀元前284年
- 楽毅を将軍とする韓・魏・趙・楚の連合軍、斉を討つ。